# Hans-Joachim Elster

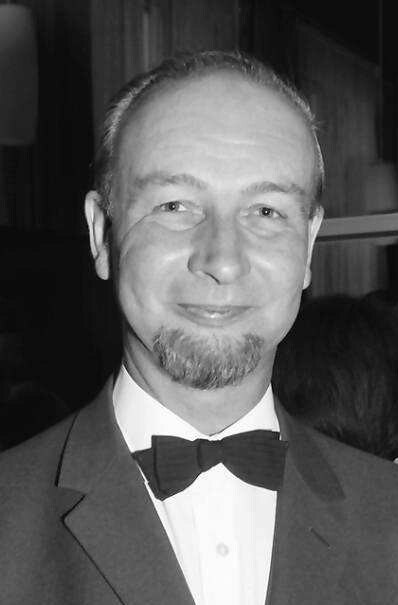
Hans-Joachim Elster

Hans-Joachim Elster (* 6. Mai 1908 in Bernburg; † 10. September 2001 in Konstanz) war ein deutscher Limnologe (Wissenschaftler, dessen Forschungsgebiet Binnengewässer sind).

## Biographie und Forschungsinhalte
Elster studierte an den Universitäten Leipzig, Freiburg und München Naturwissenschaften und wurde 1931 an der Philosophischen Fakultät der Universität München promoviert. Seine Dissertation schrieb er 1931 über Heterocope weismanni IHM., ein interessanter Vertreter des Zooplanktons im Bodensee. Während seines Studiums wurde er im Wintersemester 1925/26 Mitglied der SBV Nordalbingia Leipzig und 1927 der Schwarzburgbund-Verbindung Burschenschaft Vandalia auf dem Loretto. Von 1931 bis 1944 war Elster Leiter des Instituts für Seenforschung und Seenbewirtschaftung in Langenargen, wo er richtungweisende Untersuchungen über Produktion, Bestand, Befischung und Ertrag im Bodensee erarbeitete. Er beschäftigte sich damals bereits mit Problemen des Stoffhaushalts von Seen und erkannte dadurch frühzeitig wichtige Grundlagen der später so bedeutsamen Ökosystemforschung. Durch die Einberufung zur Kriegsmarine 1939 kam seine Forschungstätigkeit allerdings zum Erliegen und auch eine Berufung als Professor für Zoologie und Fischerei an die Landwirtschaftliche Hochschule Tetschen-Liebwerd aus dem Jahre 1944 konnte in Folge des Krieges nicht mehr umgesetzt werden.
Nachdem er als Soldat gedient und aus der anschließenden Kriegsgefangenschaft entlassen war, leitete er ab 1948 die bereits 1946 gegründete Hydrobiologische Station für den Schwarzwald in Falkau, die aus einer privaten Initiative hervorgegangen war (daher auch Walter-Schlienz-Institut genannt). Seine Habilitation an der Universität Freiburg erfolgte 1951. Hier lehrte er als Dozent für Zoologie, Limnologie und Fischereiwissenschaft. Im Jahre 1957 wurde er außerplanmäßiger Professor, 1962 außerordentlicher und 1964 ordentlicher Professor. Er bekleidete damit den ersten Lehrstuhl für Limnologie in Deutschland und die Station wurde konsequenterweise in Limnologisches Institut umbenannt. Seine Forschungsschwerpunkte konzentrierten sich auf die Seen des Schwarzwaldes sowie auf den Bodensee. Diverse Forschungsreisen führten ihn nach Schweden, Ägypten, Italien, Kanada, Venezuela und Japan.
Im Herbst 1970 bezog Elster mit seiner Forschungsgruppe einen Neubau, der auf seine Initiative hin in Konstanz-Egg am Bodensee erbaut worden war (später, im Jahre 1981, wurde das Institut in die Universität Konstanz eingegliedert). Elster wurde 1976 emeritiert, arbeitete aber noch etliche Jahre weiter im Institut.
Elster war Herausgeber mehrerer hydrobiologisch-limnologischer Schriftenreihen, z. B. des (später umbenannten) renommierten Archivs für Hydrobiologie. Ferner war er Mitglied in der Gesellschaft für Verantwortung in der Wissenschaft, für die er sich in seinen späteren Jahren stark engagierte.

## Ausstrahlung
Unter Elsters Leitung und charismatischen Führung gewann das Limnologische Institut in Falkau und später in Konstanz internationales Ansehen in der Limnologie und entwickelte sich gleichsam zum süddeutschen Gegenstück des damals in Plön (Schleswig-Holstein) gelegenen Max-Planck-Instituts für Limnologie. Er wurde in den späteren Jahren vielfach als Nestor der modernen deutschen Limnologie betrachtet und wirkte indirekt noch erheblich auf die Lehrinhalte und den Lehrkörper der deutschsprachigen Limnologie im letzten Viertel des 20. Jahrhunderts nach.
Aus den ehemaligen Assistenten und Post-Doktoranden im Limnologischen Institut aus der Zeit Elsters erwuchsen mehrere Limnologen und Ökologen, die in Deutschland als Professoren tätig wurden, so Jürgen Schwoerbel, der bis zu seiner Pensionierung 1995 in Konstanz blieb, Uwe Tessenow (1977–1997 an der Universität Ulm) Hartmut Kausch (1980–2004 an der Universität Hamburg), Winfried Lampert (1980–2006 am Max-Planck-Institut für Limnologie in Plön) und Bruno Streit (seit 1985 an der Universität Frankfurt).

## Ehrungen
- Naumann-Thienemann-Medaille der Societas Internationalis Limnologiae (1980)
- Max Born-Medaille für Verantwortung in der Wissenschaft (1991)
- Ehrendoktor der Universität-Gesamthochschule Essen (1998)

## Veröffentlichungen (Auswahl)
- Einige Beobachtungen über das Verhalten der oberen Wasserschichten des Bodensees (Obersee), in: Schriften des Vereins für Geschichte des Bodensees und seiner Umgebung, 65. Jg. 1938, S. 167–200 (Digitalisat)
- Das Ökosystem Bodensee in Vergangenheit, Gegenwart und Zukunft, in: Schriften des Vereins für Geschichte des Bodensees und seiner Umgebung, 92. Jg. 1974, S. 233–250 (Digitalisat)
- Humanökologie und Verantwortung für eine humane friedensfähige Zukunft im 3. Jahrtausend unserer christlichen Zeitrechnung. Stuttgart 1998, ISBN 978-3-510-65185-6